# Tempexquixtla
Tempexquixtla är en ort i Mexiko.   Den ligger i kommunen Huatlatlauca och delstaten Puebla, i den sydöstra delen av landet, 140 km sydost om huvudstaden Mexico City. Tempexquixtla ligger 1 611 meter över havet och antalet invånare är 238.
Terrängen runt Tempexquixtla är varierad. Runt Tempexquixtla är det ganska glesbefolkat, med 29 invånare per kvadratkilometer. Närmaste större samhälle är Atoyatempan, 17,6 km nordost om Tempexquixtla. I omgivningarna runt Tempexquixtla växer huvudsakligen savannskog.